# Comité Ejecutivo Central Pancaucásico
El Comité Ejecutivo Central Pancaucásico (en georgiano: სრულიად კავკასიის ცესკო, en armenio: Համկովկասյան ԿԸՀ, en azerí: Ümum Qafqaz MSK, en ruso: Всекавказский ЦИК) era un órgano representativo del Congreso de los Sóviets de Todo El Cáucaso. Fue el supremo poder estatal de control legislativo y administrativo de la República Socialista Federativa Soviética de Transcaucasia.

## Historia
El Comité Ejecutivo Pancaucásico fue establecido por el Congreso Pancaucásico de los Sóviets el 13 de diciembre de 1922 en Bakú. El 30 de diciembre de 1922, la RSFS de Transcaucasia, junto a la RSFS de Rusia, la RSS de Ucrania y la RSS de Bielorrusia se unificaron para formar a la Unión de Repúblicas Socialistas Soviéticas. El Comité Ejecutivo Central Pancaucásico fue el órgano supremo de gobierno de la RSFS de Transcaucasia hasta 1936, cuando esta se disolvió en tres nuevas repúblicas (Armenia, Azerbaiyán y Georgia).

## Presidentes[1]
| Imagen | Imagen | Nombre                               | Inicio-fin                                  | Partido político  | Territorio representado |
| ------ | ------ | ------------------------------------ | ------------------------------------------- | ----------------- | ----------------------- |
|        |        | Mijaíl Tsjakaya (1865–1950)          | 16 de enero de 1923 – 27 de febrero de 1930 | Partido Comunista | RSS de Georgia          |
|        |        | Filipp Majaradze (1868-1941)         | 27 de febrero de 1931 – 5 de marzo de 1935  | Partido Comunista | RSS de Georgia          |
|        |        | Avel Yenukidze (1877–1937)           | 5 de marzo – 27 de mayo de 1935             | Partido Comunista | RSS de Georgia          |
|        |        | Filipp Majaradze (1868-1941)         | 27 de mayo de 1935 – 1937                   | Partido Comunista | RSS de Georgia          |
|        |        | Sarkís Ambartsumyán (1870–1944)      | 16 de enero de 1923 – 11 de abril de 1925   | Partido Comunista | RSS de Armenia          |
|        |        | Serguéi Janoyán (1877-1937)          | 15 de abril de 1925 – 5 de abril de 1927    | Partido Comunista | RSS de Armenia          |
|        |        | Sarkís Kasyán (1876–1937)            | 9 de abril de 1927– 20 de febrero de 1931   | Partido Comunista | RSS de Armenia          |
|        |        | Armenek Ananján (1896–1958)          | 21 de febrero de 1931 – 15 de enero de 1935 | Partido Comunista | RSS de Armenia          |
|        |        | Sergó Martikiján (1875–1946)         | 30 de marzo de 1919 – 15 de julio de 1938   | Partido Comunista | RSS de Armenia          |
|        |        | Samad aga Agamalioglu (1867–1930)    | 16 de enero de 1923 – 26 de enero de 1930   | Partido Comunista | RSS de Azerbaiyán       |
|        |        | Gazanfar Musabékov (1888-1938)       | 18 de enero de 1931 – 21 de enero de 1932   | Partido Comunista | RSS de Azerbaiyán       |
|        |        | Sultán Medzhid Efendíyev (1887-1938) | 21 de enero de 1932 – junio de 1937         | Partido Comunista | RSS de Azerbaiyán       |